# هواپیمایی ارم
هواپیمایی ارم یک شرکت هواپیمایی در ایران بود. این شرکت نخستین پرواز مسافری خود را از اواخر آذر ۱۳۸۴ آغاز نموده بود.
هواپیمایی ارم ابتدا کار خود رو با ۱ فروند توپولف ۱۵۴ آغاز کرد و از آنجایی که شرکت‌های با کمتر از ۳ فروند حق برقراری پروازهای برنامه‌ای ندارند این شرکت متعهد به وارد کردن هواپیماهای بیشتری شد.
بدین ترتیب دومین توپولف ۱۵۴ هم وارد ناوگان شرکت شد؛ که به گفته مدیران شرکت این تعداد به زودی به ۳ فروند افزایش خواهد یافت. گفتنی است قرارداد هواپیماها به صورت اجاره به شرط تملیک است. در سال ۱۳۸۷ دو فروند توپولف ۱۵۴ این شرکت که مدت قراردادشان تمام شده بود به روسیه بازگشتند.

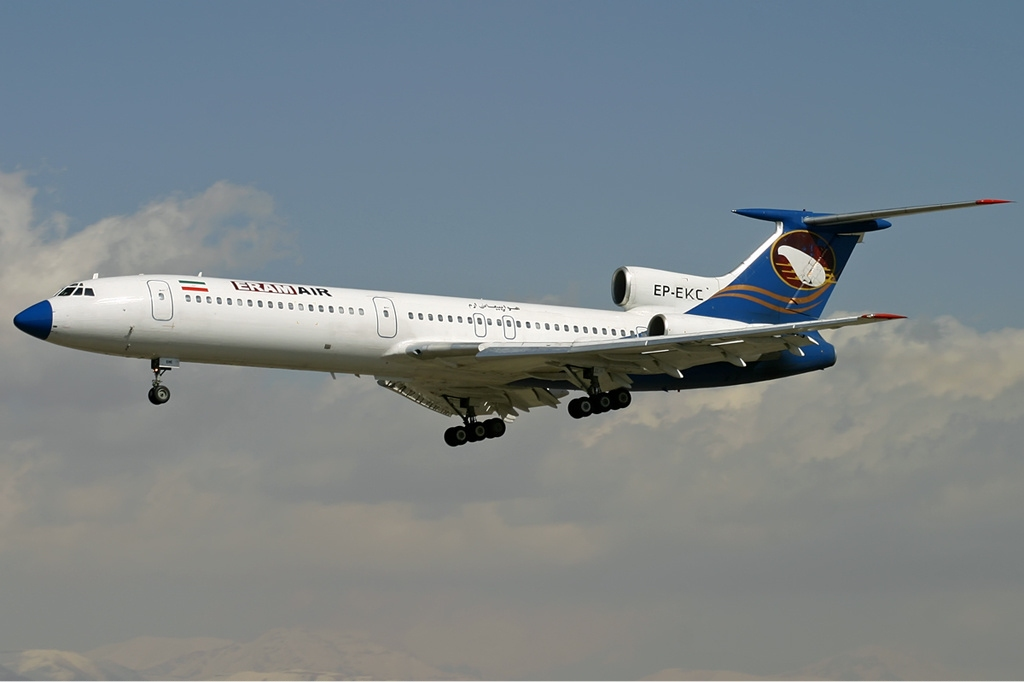
هواپیمای توپولف تو-۱۵۴ هواپیمایی ارم

## ناوگان
- ۳ فروند مک‌دانل داگلاس ام‌دی-۸۳

## مقاصد
از تهران به شهرهای مشهد - کیش - تبریز - اهواز و دمشق و از کیش به مشهد و بالعکس.